# Schlacht bei Malojaroslawez
Wilkomir – Grodno – Mir – Ekau – Riga – Mogiljow – Ostrowno – Kobrin – Kljastizy – Gorodeczno – Smolensk – Polozk I – Walutino – Borodino – Moschaisk – Tarutino – Malojaroslawez – Polozk II – Wjasma – Dorogobusch – Tschaschniki – Ljachowo – Smoljany – Kaidanow – Krasnoi – Borissow – Beresina
Die Schlacht bei Malojaroslawez fand am 12. Oktoberjul. / 24. Oktober 1812greg. während des napoleonischen Russlandfeldzuges statt. Es gelang dabei den Russen unter Fürst Kutusow, der französischen Grande Armee unter Kaiser Napoleon den geplanten Marsch auf Kaluga zu verlegen und ihn zum Rückzug über Moschaisk zu zwingen.

## Vorgeschichte
Die schlechter werdende Versorgungslage der französischen Grande Armée sowie die katastrophalen hygienischen Bedingungen zwangen Kaiser Napoleon am 19. Oktober zur Räumung von Moskau. Große Teile seiner Truppen litten an Fiebererkrankungen und an der Ruhr, so dass beim Abmarsch nur mehr etwa 95.000 Soldaten kampffähig waren. In der Stadt verblieb die Junge Garde unter Marschall Mortier als Nachhut und zur Sicherung des Abmarsches. Zudem hatte Mortier den Auftrag erhalten, das Arsenal des Kreml und weitere öffentliche Gebäude zu sprengen. Die abziehenden Truppen hatten den Befehl, alle auf ihrem Weg gelegenen Dörfer und Magazine in Brand zu stecken.
Napoleon marschierte in Richtung Südwest, um Gebiete zu erreichen, die noch nicht vom Krieg ausgezehrt waren. Der russische Oberbefehlshaber Kutusow versuchte dies jedoch zu verhindern und befahl seinem VI. Korps unter General Dochturow (15.000 Mann), den Vormarsch der Franzosen auf Kaluga zu verhindern. Zudem entsandte er umgehend General Platow mit den Kosakenregimentern nach Malojaroslawez. Von hier aus sollte eine Abteilung in Richtung Borowsk vorrücken, um die Bewegungen des Feindes zu beobachten, der auf dem Wege nach Smolensk hier durchmarschieren würde. General Dochturow sollte den Gegner dann durch einen Marsch auf der Straße von Borowsk festhalten. Als Folge dieser Truppenbewegungen kam es zu der Schlacht bei Malojaroslawez.

## Verlauf
Das 4. französische Korps unter dem Vizekönig von Italien Eugène de Beauharnais (13., 14. und 15. Division), das sich aus Franzosen, Italienern, Kroaten und Spaniern mit zusammen über 20.000 Mann zusammensetzte, marschierte südwestlich in Richtung Kaluga, Beauharnais führte die Vorhut an. General Doschturow wollte die Franzosen mit einem Vorstoß überraschen, musste aber beim Erreichen der Stadt Malojaroslawez von Süden her feststellen, dass sie bereits einen Brückenkopf gebildet hatten. Im Verlauf der Kampfhandlungen wechselte der Besitz der Stadt insgesamt fünfmal. Als General Raevski mit weiteren 10.000 Mann in die Kämpfe eingriff, konnte er die Stadt zwar einnehmen, aber den Brückenkopf nicht erobern. Beauharnais zog nun seine 15. (italienische) Division unter General Pino heran. Sie konnten die Angriffe der Truppen von General Dochturow zurückschlagen, was einen taktischen Erfolg der Grande Armée bedeutete, und am Abend hatten sie die Russen vertrieben.

## Verluste
Die Grande Armée verlor in der Schlacht rund 6.000 Mann (25 %). Zu den gefallenen Generälen gehörten der französische Divisionsgeneral Baron Alexis-Joseph Delzons und der Brigadegeneral Joseph Marie Levié (1773–1812, für die Armée d’Italie), der erst am 15. Oktober seine Ernennung erhalten hatte. Sechs der übrigen Generäle, darunter General Pino und der französische Brigadegeneral Jacques Fontane wurden ebenso verwundet wie drei Stabsoffiziere des Vizekönigs. Insgesamt betrug der Verlust acht Generäle und 329 Offiziere, die entweder getötet (90) oder auf Grund der Schwere ihrer Verletzung nicht mehr kampffähig waren.
Die Verluste auf der russischen Seite beliefen sich auf rund 8.000 Mann (33 %). Unter den Verwundeten befand sich Generalmajor Dorochow; er starb am 7. Mai 1815 an den Folgen seiner schweren Verletzung. Am 12. November 1812 war er für seine Verdienste in der Schlacht bei Borodino noch zum Generalleutnant befördert worden.
Die deutlich höheren Ausfälle unter den französischen Generälen war darin begründet, dass es in der russischen Armee keinen Brigadegeneral gab und russische Brigaden daher meist von einem Oberst, teilweise sogar von einem Oberstleutnant kommandiert wurden.

## Folgen
Trotz der taktischen Niederlage konnte Marschall Kutusow einen strategischen Erfolg verbuchen: Zeitgleich mit der hin und her wogenden Schlacht, die die französischen Kräfte band, gelang es der Russischen Armee, ihre Hauptkräfte in die vorbereiteten Verteidigungsstellungen vor der 50 Kilometer südlich gelegenen Gouvernementshauptstadt Kaluga zu verlegen. Nach zweitägigem Zögern kam die Napoleon zu dem Schluss, dass ein Vordringen nach Kaluga und weiter in die südlichen Provinzen nur um den Preis eines neuen „Borodino“ zu erreichen sei. Er entschied sich daher für einen Rückzug über Borowsk und Wereja nach Moschaisk, um sich dort mit den aus Moskau eintreffenden Truppen unter Marschall Mortier zu vereinigen. Somit verlor die Grande Armée endgültig die Initiative und war gezwungen, sich über die bereits im Sommer geplünderte und verwüstete Route über Smolensk zurückzuziehen. Die ohnehin schwierige Versorgungslage für die Franzosen wurde somit noch kritischer und führte in Folge zu hohen Verlusten, die letztendlich das Schicksal der Armee während ihres Russlandfeldzuges besiegelten. In diesem Sinne wird die Schlacht bei Malojaroslawez als „Kulminationspunkt im Kampf um die strategische Initiative im weiteren Kriegsverlauf“ bewertet, den die Russen zu ihren Gunsten entscheiden konnten.
Ein schneller Rückzug war zudem aufgrund der Vielzahl an Karren und Wagen nicht möglich. Teilweise waren diese mit den Beutegütern aus Moskau beladen, während andere dem Transport von Kranken und Verwundeten dienten. Jeder Engpass und jede Brücke verlangsamte den Zug. Viele Fuhrwerke mussten zurückgelassen werden und fielen nachrückenden russischen Abteilungen in die Hände. Hinzu kamen Hunger und Kälte, die die Soldaten zusätzlich schwächten. Einige Soldaten verließen den Tross, um Lebensmittel aufzutreiben. Verwundete und Gefangene, die zu schwach waren, wurden zurückgelassen. Die Kavallerie verlor alle Pferde, da diese verhungerten oder vor Entkräftung zusammenbrachen.